# 강완선 (1886년)
강완선(姜完善, 1886년 음력 2월 1일 ~ ?년 ?월 ?일)은 대한제국의 관료이며 일제강점기의 법조인이다.

## 생애
본관은 진주이다. 아버지가 비서원승을 지낸 양반 가문에서 태어났다. 가정에서 한문을 수학한 뒤 대한제국 시기에 영릉의 참봉과 농상공부 참서관 등을 지냈다.
이후 일본 와세다 대학 법과에 진학하여 1915년에 졸업했다. 1918년부터 조선총독부 검사로 임용되어 진주와 목포 등지에서 근무했다. 광주지방법원 목포지청 검사를 끝으로 1923년 퇴직한 뒤 전주에서 변호사를 개업하여 일했다.
변호사로 근무하면서 전라북도 도회의원과 도회 부의장을 지내 전라북도 지역의 유지로 활동했으며, 전주변호사회 회장도 지냈다. 1935년 총독부가 조선인 공로자 353명을 수록해 편찬한 《조선공로자명감》에 공로자로 기재되어 있다. 《조선신사대동보》에는 강완선에 대해 두뇌가 명석하고 천성이 온후하다면서 이로 인해 읍민의 신뢰가 두텁다는 인물평이 게재되어 있다.
1936년 조선사상범보호관찰령이 공포되면서 사상범을 감시하는 보호사 제도가 도입되었다. 이때 조선인 가운데서도 일부가 보호사로 선별 임명되었는데, 강완선은 광주보호관찰소의 촉탁보호사로 위촉되어 이때부터 대대적으로 벌어진 항일 사상 탄압에 가담했다.
2008년 발표된 민족문제연구소의 친일인명사전 수록예정자 명단 중 사법 부문에 포함되었다.

## 참고자료
- 강완선(姜完善) - 국사편찬위원회